# Умберто I Савойски
Вижте пояснителната страница за други личности с името Хумберт Савойски.
Умберто I Савойски (на италиански: Umberto I di Savoia), роден Хумберт Райнер Карл Виктор Емануил Йоан Мария Фердинанд Евгений Савойски (на италиански: Umberto Rainerio Carlo Vittorio Emanuele Giovanni Maria Ferdinando Eugenio di Savoia; * 14 март 1844, Торино, Сардинско кралство; † 29 юли 1900, Монца, Кралство Италия), е крал на Италия (1878 – 1900), крал на Сардиния, крал на Кипър, Йерусалим и Армения, херцог на Савоя, принц на Кариняно, на Онеля, на Пойрино, на Трино, принц и вечен викарий на Свещената Римска империя, принц на Карманьола, на Монмелиан с Арбан и Франсан, бали на Херцогство Аоста, принц на Киери, на Дронеро, на Крешентино, на Рива ди Киери и на Бана, на Буска, на Бене и на Бра.
Той също така е херцог на Генуа, на Монферат, на Аоста, на Шабле, на Женева, на Бреша, на Пиаченца, на Каринян Ивой, маркиз на Ивреа, на Салуцо, на Суза, на Чева, на Маро, на Ористано, на Чезана, на Савона, на Тарантез, на Боргоманеро и Куреджо, на Казеле, на Риволи, на Пианеца, на Говоне, на Салусола, на Ракониджи с Тегероне, Милябруна и Мотуроне, на Кавалермаджоре, на Марене, на Модан и на Ланлебур, на Ливорно Ферарис, на Сантия, на Алие, на Бардже, на Чентало и Демонте, на Дезана, на Геме, на Вигоне, на Вилафранка, граф на Мориен, на Женева, на Ница, на Танд, на Ромон, на Асти, на Алесандрия, на Гочеано, на Новара, на Тортона, на Бобио, на Соасон, на Френската империя, на Сант Антиоко, на Поленцо, на Рокабруна, на Тричеро, на Байро, на Одзеня, на Апертоле, барон на Во и на Фосини, висш господар на Монако и на Мантон, господар на Верчели, на Пинероло, на Ломелина и Вале Сезия, благородник и венециански патриций, патриций на Ферара, пазител на Светата плащеница, генерален командир на Армейските сили, регент на Колония Еритрея и регент на Колония Сомалия.
Управлението му е белязано от различни събития, които създават противоположни мнения и чувства. От една страна е запомнен положително от някои с поведението си, демонстрирано пред бедствия като епидемията от холера в Неапол през 1884 г., като лично дава всичко от себе си за спасяването (затова той е наречен „Добрият крал“), както и за обнародването на т. нар. Кодекс на Дзанардели, който води до някои нововъведения в наказателния кодекс, като например премахването на смъртното наказание. От друга страна на него силно се противопоставят заради твърдия му консерватизъм и авторитарни тенденции (които се влошават през последните години от управлението му), косвеното му участие в скандала с Банка Романа, одобрението му на потушаването на народните въстания на 1898 г. и заслугата, предоставена на генерал Фиоренцо Бава Бекарис за масовото убийство при потушаване на демонстрациите през май същата година в Милано. Тези му действия и политическо поведение му костват повече от три опита за покушение за 22 години, до фаталното в Монца на 29 юли 1900 г. от анархиста Гаетано Бреши. Точно от анархистите Умберто I получава прозвището „Картечния крал“.
Той е и получател на едно от лудите писма на Фридрих Ницше. Едноименният артистичен и архитектурен стил носи името си от Умберто I.

## Произход
Умберто е син на Виктор Емануил II, тогава херцог на Савоя и наследник на трона на Сардиния (* 1820, † 1878), с когото споделя рождения си ден, и на Мария Аделхайд Австрийска (* 1822, † 1855), ерцхерцогиня на Австрия, принцеса на Унгария, Бохемия, Хърватска, Славония, Лодомерия, Галиция и Илирия. Негови дядо и баба по бащина линия са кралят на Сардиния Карл Алберт Савойски-Каринян и Мария Тереза Австрийска-Тосканска, дъщеря на великия херцог на Тоскана Фердинанд III, а по майчина – ерцхерцог Райнер Йосиф Хабсбург-Лотарингски, вицекрал на Ломбардия-Венеция, и Мария Елизабета Савойска-Каринян, сестра на краля на Сардиния Карл Алберт. Той е дядо по бащина линия на царицата на българите Йоанна. Има пет братя и две сестри:
- Лудовика Тереза (* 1843; † 1911), съпруга на принц Наполеон Жозеф Шарл Пол Бонапарт
- Амадей Фердинанд I (* 1845; † 1890), крал на Испания (1870 – 1873), херцог на Аоста (1845 – 1890), съпруг на Мария Витория дал Поцо дела Чистерна и на Мария Летиция Бонапарт
- Отон Евгений (* 1846; † 1866), принц на Савоя и херцог на Монферат
- Мария Пия (* 1847; † 1911), кралица на Португалия като съпруга на Луиш I, крал на Португалия
- Карл Алберт (* 1851; † 1854), херцог на Шабле
- Виктор Емануил (*/ † 1852)
- Виктор Емануил Леополд (*/ † 1855), граф на Генуа

Освен това има един полубрат и една полусестра от втория брак на баща си, както и около 26 полубратя и полусестри от негови извънбрачни връзки.

## Биография

### Детство и младост
Кръстен е с много имена, първото от които (Хумберт) е в чест на основателя на Савойската династия Хумберт I Белоръки, а последното (Евгений) е в памет на най-известния представител на кадетския клон Савоя-Каринян, на когото принадлежи.
Негови кръстници са неговите баба и дядо по бащина линия, кралят на Сардиния Карл Алберт и съпругата му Мария Тереза Хабсбург-Лотарингска, заемайки мястото на техните съсвекъри, а именно Райнер Йосиф Хабсбург, вицекрал на Ломбардия-Венеция, и Мария Елизабета Савойска-Каринян, сестра на Карл Алберт. Умберто веднага получава титлата „принц на Пиемонт“, давана на най-големите синове на управляващия дом. Неговото раждане е много празнувано от народа на Пиемонт, както и от кралското семейство, което по този начин успява да види мъжкото унаследяване сигурно. Той прекарва цялото си детство, заедно с по-малкия си брат Амадей, в замъка в Монкалиери, където получава основно военно обучение, с генерал Джузепе Роси като настойник и някои други военни като негови учители. Тази сурова дисциплина оформи неговия характер, но го превръща в зряла възраст в суховат човек с ограничени идеи, макар че другите го смятат за „лоялен, отворен, мил“ и сърдечен. Много близък с майка си, 11-годишният Умберто претърпява дълбока травма, когато тя умира преждевременно на 20 януари 1855 г. вследствие на раждане.
Започва военната си кариера през март 1858 г. с чин „капитан“. Впоследствие участва във Втората война за италианска независимост, като се отличава в битката при Солферино и Сан Мартино (24 юни 1859 г.). След като става наследник на италианския трон след раждането на Кралство Италия на 17 март 1861 г., Умберто става генерал-майор през 1863 г. и генерал-лейтенант през 1864 г. Той не пропуска да завърши обучението си с многобройни пътувания в чужбина: през 1863 г. придружава сестра си Мария Пия в Лисабон за брака ѝ с краля на Португалия Луиш I, през 1864 г. посещава някои европейски дворове, приятели на Италия, през 1865 г. отива в Лондон, докато в Торино избухват бунтове в знак на протест срещу преместването на столицата във Флоренция.
През 1866 г. е в Париж, изпратен от баща си за личен разговор с император Наполеон III относно предстоящия конфликт, който е на път да избухне с Австрия. Точно през 1866 г. той участва с брат си Амадей в Третата война за италианска независимост. Разказват, че докато е чакал в Неапол да замине за фронта, той е казал на възрастна жена, плачеща за двамата си сина във войната: „Ние също сме двама и вече нямаме майка“.
След като достига фронта на операциите във Венето, Умберто поема командването на 16-та пехотна дивизия и участва с храброст в битката при Вилафранка на 24 юни 1866 г., която следва поражението при Кустоца. Той е един от италианските военни командири, които влизат в действие, чиято част не е принудена да отстъпи пред австрийците, а по-скоро успява да отблъсне многобройните и яростни атаки на австрийските улани и печели за това Златен медал за военна доблест.

### Брак
През онези години Умберто поддържа сантиментална връзка с херцогиня Еуджения Атендоло Болонини, херцогиня Лита Висконти Варезе, известна като Красивата Болонина. Тази връзка е скрепена от раждането на сина му Алфонсо, който умира на 21 г., и тя продължава през целия му живот. Въпреки това Умберто знае, че ще трябва да се подчини на брак по сметка, искан от баща му по държавни причини. Всъщност веднага след края на Третата война за независимост, довела до обединението на Венето към Кралство Италия, Виктор Емануил II мисли да сключи мир с Хабсбургите чрез политически брак, след временния съюз с Прусия на Ото фон Бисмарк. Кандидатката е ерцхерцогиня Матилда Австрийска-Тешенска, която обаче загива трагично, обгорена от запалената ѝ рокля. След като тази възможност изчезва, министър-председателят по това време, Луиджи Федерико Менабреа, предлага за булка 17-годишната първа братовчедка на Умберто, принцеса Маргарита Савойска, дъщеря на Фердинанд Савойски-Генуезки, брат на краля, и на Елизабет Саксонска. Първоначално неохотно, кралят на Италия най-накрая се съгласява. Когато престолонаследникът прави предложението си на Маргарита, тя отговаря: „Знаете колко съм горда, че принадлежа към Савойския дом а и бих била двойно по-горда да съм ви съпруга!“.
Умберто и Маргарита се женят в Торино на 22 април 1868 г. Това е „сватбата на века“ по това време и за този случай крал Виктор Емануил II създава корпус от кралски кирасири, които трябва да служат като ескорт на кралската процесия, и Ордена на Короната на Италия за всички онези, отличили се в служба на нацията. Дестинациите на медения месец са някои италиански градове, за да се запознаят по-добре бъдещите италиански монарси с населението. След това, след престой в Кралската вила на Монца, младоженците заминават на официално пътуване до Мюнхен и Брюксел, където са топло посрещнати.
Обратно в Италия, кралската двойка се установява в Неапол, тъй като принцесата е бременна и е решено да роди наследник на трона. Изборът на неаполитанския град не е случаен, но е добре замислен за пропагандни цели, за да направи Савойците по-известни сред южното население, все още отчасти носталгично към Бурбоните. Щастливото събитие се случва на 11 ноември 1869 г.: новороденото, наречено Виктор Емануил, подобно на дядо си, е номинирано за принц на Неапол.
Бракът между Умберто и Маргарита обаче, въпреки появата на сина им, не става по-силен, тъй като принцесата намира съпруга си в апартамента му да разговаря с любовницата му херцогиня Лита. Изглежда, че Маргарита заплашва да се върне при майка си, но след това, убедена от свекъра си, който ѝ казва: „Искаш ли да си тръгнеш само заради това?“, и апелирайки към силата на волята ѝ, тя решава да остане близо до Умберто, въпреки че заявява, че вече не го смята за свой съпруг, а само за свой суверен. Освен това Маргарита вероятно знае от известно време за връзката, която датира отпреди сватбата.
Когато двамата се срещат за първи път, херцогинята е на 25, а Умберто на 18 г. Провалът на брака, известен само в тесни кръгове на двора, е прикрит с подобие на щастие, също удобно използвано за политически цели. Наистина, след пробива на Порта Пиа на 20 септември 1870 г. и прибързаното посещение на Виктор Емануил в Рим през декември след наводнението на река Тибър, Умберто и Маргарита са тези, които представляват кралското семейство в бъдещата столица на Италия.
На Маргарита се дължи преди всичко заслугата за това, че полага основите за помирение между двете фракции на римската аристокрация: „черната“, която, с вярна преданост към папа Пий IX, отказва да има какъвто и да е контакт с „узурпаторите“ Савойци, и „бялата“ с по-либерални идеи, която вместо това се застъпва за обединението на града с Италия. Параванът на щастливия брак продължава дълго и достига кулминацията си на 22 април 1893 г., когато е отбелязана с блясък годишнината от сребърната сватба. Сутринта на тържествата в Рим са дадени 101 топовни изстрела. За този повод е предвидено издаването на специална марка, наречена „Сребърната сватба на Умберто I“, но тя не е издадена.

### Крал на Италия
След смъртта на баща си Виктор Емануил II на 9 януари 1878 г. Умберто го наследява с името Умберто I на италианския трон и Умберто IV на савойсккия, тъй като баща му е установил, въпреки националното единство, продължаването на номинална традиция на савойския трон. На същия ден той издава прокламация към нацията, в която се казва: „Вашият първи крал е мъртъв; наследникът ще ви докаже, че институциите не умират!“ На 17 януари 1878 г., в деня на погребението на баща си, Умберто I, приемайки петицията на Община Рим и организира погребението на тялото в Пантеона на Рим, който той символично трансформира в мавзолей на кралското семейство и в който все още днес се съхраняват тленните останки на първите двама владетели на Италия. Рим е символно място, тъй като превземането му представлява завършването на жадуваното национално единство. На 19 януари, тържествената клетва на Умберто I върху Абертиновия устав се състои в залата на двореца Монтечиторио в присъствието на сенатори и депутати. 
Има много проблеми, пред които трябва да се изправи вторият суверен на Италия:
- враждебността на Ватикана, който след смъртта на папа Пий IX на 7 февруари същата година и избирането на трона на Лъв XIII продължава да пренебрегва Кралство Италия
- опитът да се блокират както иредентистите и републиканските брожения, които прекосяват страната, така и антиунитарните намерения на определени скрити политически кръгове, национални и чуждестранни
- абсолютната необходимост да се създаде широк фронт от социални реформи, от които биха могли да се ползват по-малко заможните класи
- съживяването на националната икономика, която е в застой твърде дълго
- много неотложният проблем за прекратяването на международната изолация на Италия и повишаването на нейния престиж във външната политика.

Умберто I се заклева да действа, още в първата си реч на Короната, „с уважение към законите“. Една от първите мерки, пред които трябва да се изправи като крал, е оставката на 9 март на кабинета на Агостино Депретис, лидер на Историческата левица. Кралят, който не смята за удобно да му даде поста отново, избира Бенедето Кайроли, лидер на умерената левица и политик, когото той високо уважава, за нов министър-председател.
Най-трудният проблем, пред който неговото правителство трябва да се изправи, е кризата на Балканите, възникнала от неотдавнашната война между Русия и Турция, за която Берлинският конгрес е свикан от германския канцлер Ото фон Бисмарк. Италия, от страх да не поеме твърде тежки ангажименти, не постига нищо.

### Първи опит за убийство
Веднага след възкачването си на трона Умберто I организира обиколка на големите градове на кралството, за да се покаже на хората и да спечели поне част от известността, на която баща му се е радвал по време на Рисорджименто. Той е придружен от съпругата си Маргарита, сина си Виктор Емануил и премиера Бенедето Кайроли. Той напуска Рим на 6 юли 1878 г., в Специя е на 10 юли, остава в Торино от 11 до 30 юли, в Милано е на 30, след това е в Бреша и отива в Монца на 16 септември, където присъства на откриването на първия паметник, посветен на баща му. На 4 ноември членовете на кралското семейство пристигат в Болоня: на 7 те се срещат с поета Джозуе Кардучи, с републикански идеи, който, омагьосан от изяществото и красотата на кралица Маргарита, написва страници на голямо възхищение за нея и ѝ посвещава известната си „Ода на Италия“.
Три дни по-късно Умберто и Маргарита са във Флоренция, на 9 ноември в Пиза и Ливорно, на 12 ноември отиват в Анкона, на следващия ден в Киети и след това в Бари. На 16 ноември на гара Фоджа някой си Албериго Алтиери се опитва да се хвърли към суверена. Той е спрян навреме, така че почти никой не забелязва факта и дори пресата не го споменава. Полицейско разследване обаче води до откритието, че младежът не е действал сам, а като част от заговор за убийството на суверена, който е имал за цел да бъде извършен подобен опит в различните посетени градове. Това е предизвестието за онова, което се случва на следващия ден.
Пристигайки в Неапол на 17 ноември 1878 г., Умберто претърпява опит за покушение, който предизвиква много повече сензация: заедно със съпругата си, сина си и министър-председателя Кайроли кралят се намира в открита карета, която си проправя път между две крила на тълпата. Той внезапно е нападнат с нож от анархиста от Базиликата Джовани Пасананте, който не успява в намерението си. В опита си да убие монарха, Пасананте извиква: „Да живее Орсини, да живее универсалната република“. Кралят успява да се защити и офицер от кирасирите, който го следва, се хвърля срещу нападателя, ранявайки го в главата със сабята си (кралят е леко ранен в ръката), докато Кайроли, в опит да блокира нападателя, е ранен в едното бедро. Опитът за покушение предизвиква множество протестни шествия, както срещу, така и в полза на атентатора, не липсват и сблъсъци между силите на реда и анархистите.
Поетът Джовани Пасколи, по време на среща на социалистите в Болоня, започва публичното четене на стихотворение, предадено му от присъстващ на срещата, възхваляващо Пасананте. Разбирайки съдържанието, той изхвърля хартията и изразява думи на възмущение. По-късно Пасколи е арестуван за протест срещу осъждането на някои анархисти, които са демонстрирали в полза на атентатора. Антентаторът е осъден на смърт, но Умберто I заменя присъдата с доживотен затвор. Лошото състояние на Пасананте в затвора обаче предизвикват противоречия от страна на някои политици.
След нападението благодарният крал награждава министър-председателя Кайроли със златен медал за военна доблест, но парламентът, макар да се възхищава на неговата смелост и преданост, упреква правителството за лошо управление на вътрешната политика, по-специално по отношение на безопасността на краля и държавата. След това е представен парламентарно питане, което завършва на 11 декември същата година с оставката на министерското кресло, което отново е поверено на Агостино Депретис. Депретис обаче претърпява поражение в Камарата на депутатите на 3 юли 1879 г. и трябва отново да подаде оставка: правителството отново се обръща към Кайроли, който обаче, тъй като няма необходимото парламентарно мнозинство, трябва да включи част от умерената левица, водена от Депретис, който е назначен за министър на вътрешните работи. Един от най-спешните проблеми, с които правителството трябва да се сблъска, е премахването на данъка върху зърното, което наистина позволява постигането на балансиран бюджет през 1876 г., но предизвиква враждебността на населението поради увеличаването на тежестта върху основните храни, т. е. зърнените.
Самият Умберто I, на 26 май 1880 г., при откриването на XIV парламентарен законодателен орган, изнася реч, в която се надява, че парламентът ще проследи премахването на данъка върху земята, на система за неконвертируеми хартиени пари и избирателната реформа. Така, след задълбочена парламентарна дискусия, на 30 юни 1880 г. Камарата гласува за прогресивното намаляване на данъка върху земята (който трябва да бъде окончателно премахнат четири години по-късно), докато на 23 февруари 1881 г. е премахната системата за неконверируемите пари, в сила от 1866 г.
През същия период кралските особи официално посещават Сицилия и Калабрия. Когато пристига в Реджо Калабрия, суверенът се впуска в тълпата, казвайки на силите за сигурност, загрижени за неговата безопасност: „Направете път, аз съм сред моите хора!“

### Троен съюз и колониална политика
С оглед на видимостта и международната тежест Умберто I е силен поддръжник на Тройния съюз, особено след френската окупация на Тунис през 1881 г. и последвалия Съюз на тримата императори между Австрия, Германия и Русия. Освен това точно в този период правителството на Агостино Депретис научава, че папа Лъв XIII разпитва министрите на чуждите страни относно възможната им намеса за възстановяване на Папската държава. Подкрепата на Австрия, най-престижната католическа нация, би била от голяма полза за Италия, за да отклони европейските действия в помощ на папството. За Италия сключването на съюз с две консервативни сили би послужило както за защита на Савойската монархия срещу вдъхновените от Франция републикански движения, така и за нейната защита от намесата на чужди сили, които искаха да възстановят светската власт на папа.
В подкрепа на дипломатически инициативи между 21 и 31 октомври 1881 г. Умберто I и съпругата му Маргарита посещават император Франц Йосиф и императрица Елизабет Баварска (Сиси) във Виена. Италианските монарси правят отлично впечатление във виенския двор, особено Маргарита, която с право е сравнявана с императрицата заради нейната грация и елегантност. Самият Умберто, твърд, строг суров, прави толкова добро впечатление, че неговият братовчед и стар противник Франц Йосиф го назначава като почетен полковник на 28-ми пехотен полк. Жестът не пропуска да предизвика обществени полемики в Италия, като се има предвид, че австрийският полк, от който кралят е произведен в полковник, е същият, който е участвал в битката при Новара на 23 март 1849 г. и в окупацията на Бреша, участвайки активно в безмилостни репресии, причинили смъртта на хиляди мъже, жени и деца в Бреша.
Изправен пред настояването на Германия, австрийският външен министър Густав Калноки се поддава на идеята за антанта с Италия и на 20 май 1882 г. е подписан първият договор на Тройния съюз. Умберто I също подкрепя колониалния импулс в Африка с окупацията на Еритрея (1885 – 1896) и Сомалия (1889 – 1905). На 10 март 1882 г. италианското правителство купува залива Асаб от корабособственика Рафаеле Рубатино, който от своя страна го е купил от местния султан като междинна спирка за собствените си кораби. След това последващата окупация на пристанищния град Масауа е съгласувана с британското правителство, което се състои на 5 февруари 1885 г., с оглед на дълбоко проникване в Судан, което трябва да бъде съгласувано с британците, ангажирани с потушаването на бунта на Махдистите.
Но Лондон отхвърля италианското предложение за помощ, която вече не е необходима, и по този начин Италия се оказва „прикована към скала в Червено море", без конкретни експанзионистични перспективи. След това италианците се опитват да компенсират оскъдната си колониална плячка, като окупират вътрешността на Масауа, в посока Асмара, но този път препятствието е представено от етиопските воини на негуса (император) Йоан IV, който на 27 януари 1887 г. напада от засада италианска колона от 500 души, командвана от полковник Де Кристофорис близо до Догали, като я унищожава напълно.
Само малцина успяват да избягат и те са посрещнати с пълни почести в Квиринала от Умберто I и съпругата му: чест, която не се е падала дори на ветераните от Рисорджименто. Въпреки това новината за клането в Догали има ефекта на леден душ върху Рим, където потушава колониалния плам и обединява общественото мнение да поиска край на африканското приключение. Всъщност всичко говори за това: Де Робилан подава оставка, Депретис, който е поставен в малцинството и който не харесва абисинското начинание, си възвръща задачата да състави правителството от краля благодарение и на подкрепата на Франческо Криспи и Джузепе Дзанардели, начело на т. нар. Пентархия – най-силната лява политическа формация. Въпреки това през август същата година министър-председателят почива и Криспи заема неговото място, който за разлика от своя предшественик е твърд поддръжник на африканската политика. Той демонстрира това, като изпраща контингент от 20 000 души под командването на генерал Антонио Балдисера в Еритрея и моли италианския посланик в Адис Абеба, граф Пиетро Антонели, да работи, за да може Италия да се възползва от вътрешните борби, които разкъсват Етиопия.
Това се доказва и от две писма, изпратени до Умберто I, съответно от негуса Йоан IV и от неговия върл враг, краля на Шоа Менелик: в първото етиопският император търси споразумение с италианския крал срещу Менелик, който на свой ред обвинява Йоан, че го подбужда срещу италианците. Нещата се обръщат, когато на 10 март 1889 г. Йоан IV загива в битка срещу дервишите на Судан. Незабавно Менелик заема неговото място като император с името Менелик II, пренебрегвайки правата на рас Мангаша, естествен син на починалия император. За да укрепи по-добре властта си, Менелик решава да преговаря с Италия, благоволявайки да подпише Договора от Учали на 2 май 1889 г.: в него всъщност териториите, окупирани в Еритрея, се признават на Италия и, поради недоразумение при превода на член 17 от същия договор (който предвижда в италианския текст за негуса задължението да бъде представляван от Рим, за да преговаря с другите европейски сили, докато в етиопския текст това е само по избор), също и протекторатът над Етиопия, в замяна на четири милиона лири.
След това споразумението е подписано с изпращането в италианската столица на етиопска делегация, водена от рас Маконен Уолдемикаел, братовчед на императора, който има задачата да донесе договора и да се споразумее за заема. Членовете на делегацията първо са приети в Квиринала от суверените, след което са изпратени из основните италиански градове, за да посетят арсенали, казарми, военни индустрии, за да ги впечатлят и да покажат военната мощ на страната. Мисията заминава отново на 2 декември същата година, като връща заема и различни подаръци, включително картина, изобразяваща Възнесението на Исус на небето с краля, кралицата и Криспи в молитва, докато от своя страна етиопците са донесли слон като подарък. Освен това през 1890 г. някои султанати на Сомалия също приемат италианския протекторат, докато колонията Еритрея е официално основана същата година. Но дипломатическото недоразумение (известно като „шегата от Учали“) не след дълго поставя основите на първата кампания в Източна Африка. Всичко започва през декември 1893 г., когато Менелик не се възползва от правителството в Рим, за да договори някои търговски въпроси с Франция, денонсирайки договора, подписан няколко години по-рано, и завършва на 1 март 1896 г. с решителната битка при Адуа, катастрофална за италианците. В Италия последиците са много сериозни: Франческо Криспи е принуден да подаде оставка и изчезва от политическата сцена; на негово място идва Антонио ди Рудинѝ. Рудинѝ трябва да подпише последвалия мир от Адис Абеба на 26 октомври 1896 г., който предвижда анулирането на договора от Учали и пълния суверенитет на Етиопия, като същевременно позволява на италианците да запазят всички завладени преди това територии. Това поражение води до временния край на италианската колониална авантюра, която спира до 1911 г. със завладяването на Либия.

### Вътрешна политика
Що се отнася до националната политика, Умберто I подкрепя работата на правителството на Франческо Криспи в неговия проект за вътрешно укрепване на държавата. По време на неговото управление се дефинира фигурата на министър-председателя (1890 г.): всъщност Умберто не председателства Минстерския съвет. Той се ограничава до това да приема премиера след заседанията на кабинета и след като изслушва доклада му, подписва мерките на министерството, като след време поема и отговорности, които макар и споделени лично от него, са колективни и парламентарни.
Неговата политическа дейност също е белязана от авторитарно отношение, може би поради сериозната „криза от края на века“, където въстания и бунтове, като тези на Фаши дей Лаворатори в Сицилия и въстанието на Луниджана (1894 г.), водят до това той да вземе мерки за обсадно положение. След тези и други сериозни събития правителството на Криспи разпуска Социалистическата партия, Камарите на труда и Лигите на работниците.
След това Умберто I подкрепя ултраконсервативните правителства на Антонио ди Рудини (1896 – 1898) и Луиджи Пелу (1898 – 1900), които засилват социалното напрежение в цяла Италия. При Умберто I е въведен наказателният кодекс на Дзанардели (1889 г.) – либерален регулаторен орган, който води до някои реформи, като премахване на смъртното наказание и известна свобода за стачкуване. Проектът е одобрен с почти единодушно съгласие и на двете камари.
По време на управлението си суверенът проявява солидарност с населението, засегнато от природни бедствия, като се намесва лично с материална помощ и рехабилитационни работи. Още през 1872 г., когато все още е принц, той отива в Кампания след изригването на Везувий. Още с възкачването си на престола през 1879 г. той помага на сицилианците, ударени от Етна, а през 1882 г. отива във Венето, опустошен от проливните дъждове. През 1884 г. той пристига в Неапол, поразен от холера, и по този повод изрича знаменитото изречение, гравирано на стелата в памет на тъжното събитие: „В Порденоне се празнува, а в Неапол се умира. Отивам в Неапол“.
През 1888 г. се случва един политически важен и лично смел жест: Умберто I посещава Романя – земя, считана за враждебна към монархията и много опасна поради преобладаването на републиканци, социалисти и анархисти. В подготовка са проведени специални военни маневри с разубеждаваща цел. В действителност посещението се провежда без инциденти дори във Форли, родината на Аурелио Сафи – отправна точка за републиканците. Бившият министър-председател Алесандро Фортис също се намесва, за да приветства краля.
През 1893 г. Умберто I е замесен в скандала с Банка Романа, където кралят е обвинен, че е натрупал големи дългове и тогавашният министър-председател Джовани Джолити е му е гарантирал покритие заради лоялността, в която Джолити се е заклел към монархията, и заради подкрепата, която е получил от Савойската династия в предишни години.

### Втори опит за покушение
На 22 април 1897 г. суверенът претърпява второ нападение, този път от Пиетро Ачарито. Анархистът се смесва с тълпата, която приветства пристигането на Умберто I на хиподрума Капанеле в Рим и се хвърля към каретата му, въоръжен с нож. Кралят веднага забелязва атаката и успява да я избегне, оставайки невредим. Ачарито е арестуван и е осъден на доживотен затвор. Подобно на Джовани Пасананте присъдата му е много сурова и има сериозни последици за психическото му здраве.
Подобно на предишния опит за цареубийство, е предложена хипотеза за антимонархически заговор (въпреки че Ачарито отрича всичко, заявявайки, че е действал сам) и са арестувани няколко социалистически, анархистки и републикански представители, заподозрени за заговор с екстремиста. Сред тях друг анархист на име Ромео Фреци, приятел на Ачарито, е затворен, защото притежава снимка на убиеца. Фреци почива на третия ден от разпита. Възникват някои твърдения за смъртта му (самоубийство и аневризма), но аутопсията потвърждава, че смъртта му е настъпила поради изтезания, претърпени от агенти на обществената сигурност, в опита им да изтръгнат признанието му за съучастие с Ачарито. Случаят предизвиква народни въстания срещу монархията.

### Милански брожения
Кралят е критикуван от анархистко-социалистическата и италианската републиканска опозиция, че е наградил с Големия кръст на Савойския военен орден генерал Фиоренцо Бава Бекарис. На 7 май 1898 г. Бава Бекарис, за да разпръсне участниците в народните протести (т. нар. „стомашни протести“), причинени от рязкото увеличение на цената на зърното след данъка върху зърното (1868 – 1884), заповядва използването на оръдия срещу тълпата в Милано, което води до масово убийство. Репресиите струват повече от сто убити и над петстотин ранени според оценки на полицията по това време, въпреки че някои историци смятат, че тези цифри са снижени.
След събитията в Милано правителството на генерал Пелу предприема авторитарен завой, като се готви да разпусне социалистическите, католическите и радикалните организации и да ограничи свободата на печата и събранията. Политически представители като Филипо Турати и Андреа Коста, обвинени в подбуждането на бунта, са арестувани и за кратко време освободени от затвора. Историкът Еторе Чикоти открито симпатизира на миланските бунтовници и по обвинение в подривна пропаганда е отстранен от поста си на професор в научно-литературната академия на Милано и е принуден да бяга в Швейцария, за да избегне арест.
Това поведение обаче е блокирано в Камарата, където, прибягвайки до обструкционизъм, социалистите принуждават Пелу да разпусне Камарите и да отиде на нови избори, които виждат решителния напредък на левицата. Пелу подава оставка и Умберто I, в съответствие със свободите, гарантирани от Албертиновия устав, се съгласява да възложи длъжността на министър-председател на Джузепе Сарако, който започва политика на национално помирение. Награждаването на генерал Бава Бекарис е причината за последното и смъртоносно нападение срещу монарха от страна на Гаетано Бреши.

### Цареубийство
На 29 юли 1900 г. Умберто I е поканен в Монца за церемонията по закриването на гимнастическото състезание, организирано от спортния клуб Форти е Либери. Той не е длъжен да присъства, но е убеден от обстоятелството, че ще присъстват отборите на Тренто и Триест, на чиито спортисти, стискайки ръцете, той казва: „Щастлив съм, че се озовах сред италианци“ (което предизвиква бурни аплодисменти). Въпреки че по принцип носи предпазна жилетка под ризата си, поради жегата и противно на съветите на охраната, Умберто I не я носи в този съдбоносен ден. Сред тълпата е и атентаторът Гаетано Бреши, анархист от Прато, емигрирал в САЩ, с револвер в джоба.
Суверенът се забавлява около час и е в отлично настроение: „Сред тези умни млади мъже се чувствам подмладен“. Той решава да си тръгне около 22:30 часа и се оправя към каретата, докато тълпата аплодира и групата свири Кралския марш. Възползвайки се от объркването, Бреши скача напред с пистолет в ръка и произвежда няколко изстрела в бърза последователност. Никога не е установено точно колко, но повечето свидетели казват, че са чули ехото на поне три. 56-годишният Умберто I е уцелен в рамото, белия дроб и сърцето. Той едва има време да промърмори: „Хайде, мисля, че съм ранен“, преди да падне на коленете на генерал Понцио Валя, който седи срещу него в каретата.
Веднага след това карабинерите, командвани от маршал Локатели, успяват да спасят Бреши от линча на тълпата, като го арестуват. Междувременно каретата с вече мъртвия суверен достига до двореца в Монца. Кралицата, предупредена, се втурва към входа с викове: „Направете нещо, спасете краля!“ Но вече няма какво повече да се направи – Умберто вече е издъхнал.
Цареубиецът предизвиква вълна от огорчение и страх в Италия, до степен че кара самите анархистки и социалистически кръгове да се дистанцират от него. Филипо Турати например отказва да защити цареубиеца в съда. Много от онези, които го критикуват приживе, включително либералът Папапава, изразяват съболезнования за починалия („Обичахме го повече, отколкото вярвахме“), а републиканецът Бовио казва, че възмущението, предизвикано от нападението, е удължило живота на монархия с няколко десетилетия. Поетът Джовани Пасколи пише химна „На крал Умберто“..
На 9 август религиозното погребение е отслужено в Рим: въпреки че е горещ четвъртък, две претъпкани крила от тълпата следват ковчега. Въпреки това се установява такъв климат на психоза, че ядосано муле от представителството на Алпийския корпус е достатъчно, за да отприщи всеобща блъсканица с вика „Анархисти!“. Ужасът е такъв, че това обхваща и групата на принцовете, като Николай I Черногорски скача пред своя зет Виктор Емануил, за да го защити от евентуална атака. След като спокойствието е възстановено, тялото на покойния крал е погребано в Пантеона до това на баща му. 13 август става ден на национален траур.
Има много гласове – против или в подкрепа на жеста на Бреши, незабавно заглушени от въвеждането на новото престъпление „апология на цареубийство“, за което са арестувани две религиозни лица: Дон Артуро Капоне, енорийски свещеник в Салерно, и фра Джузепе Волпони, францисканец от Рим. Последният е осъден на 8 месеца затвор и глоба от хиляда лири (28 август).
Бреши е съден на 29 август и същия ден е осъден на доживотен затвор, тъй като смъртното наказание е в сила само за някои военни престъпления, наказвани от военния наказателен кодекс на войната. Той се самоубива на 22 май 1901 г. при много съмнителни обстоятелства (обесен в собствената си килия), въпреки че се твърди, че е бил жертва на побой от пазачите.
На 29 юли 1901 г., година след убийството му, паметта на Умберто I е тържествено отбелязана в Монца с големи събития: внушително поклонение, полагане на множество венци, речи, литургии, концерти и декламирането на „XXIX юли“ – ода на Адолфо Респлендино от тогавашната 14-годишна актриса Паола Пецаля.
Мястото на атаката в Монца е белязано от параклис в памет на убития крал, построен през 1910 г. по проект на архитекта Джузепе Сакони, по волята на сина на краля Виктор Емануил III.

## Потомство
Умберто I и Маргарита Савойска имат един син:
- Виктор Емануил Фердинанд Мария Януарий Савойски (* 11 ноември 1869, Неапол, Кралство Италия; † 28 декември 1947, Александрия, Египет), принц на Неапол, бъдещ крал на Италия като Виктор Емануил III (1900 – 1946), император на Етиопия (1936 – 1943), пръв маршал на Империята заедно с Мусолини (от 4 април 1938) и крал на Албания (1939 – 1943); ∞ 24 октомври 1896 за принцеса Елена Черногорска (* 8 януари 1873, Цетине, Черна гора; † 28 ноември 1952, Монпелие, Франция), дъщеря на Никола I Петрович-Негош, княз и по-късно крал на Черна гора, и на Милена Вукотич, от която има един син и четири дъщери.

От метресата си Еуджения Атендоло Болонини, херцогиня Лита Висконти Арезе (* 12 февруари 1837, Милано, Сардинско кралство, † 6 април 1914, Ведано ал Ламбро, Кралство Италия), има един извънбрачен син:
- Алфонсо Лита Висконти Арезе (* 1870, † 1891), припознат от херцог Джулио Лита Висконти Арезе.

- Маргарита Савойска, 
съпруга
- Виктор Емануил III,
 син
- Еуджения Атендоло Болонини,
 метреса